# Aufschrei

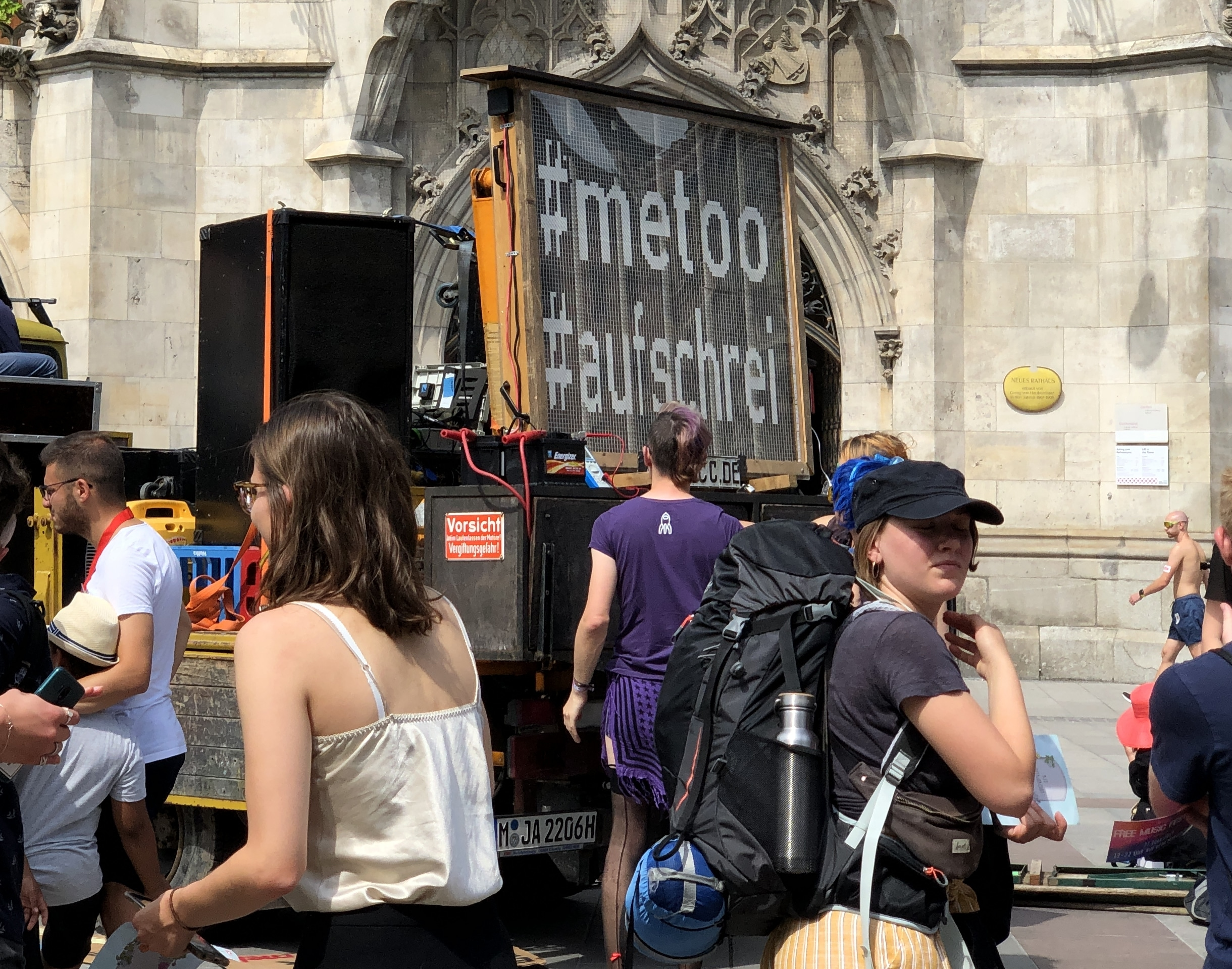
Der Hashtag beim SlutWalk, München, 2019

#aufschrei (sprich: Hashtag Aufschrei) ist ein Hashtag, mit dem Anfang 2013 beim Mikroblogging-Dienst Twitter Nachrichten über sexistische Erfahrungen versehen wurden. Gemeinsam mit einem zur gleichen Zeit erschienenen Artikel über eine als übergriffig beschriebene Begegnung der Journalistin Laura Himmelreich mit dem FDP-Politiker Rainer Brüderle lösten die Tweets in der deutschen Öffentlichkeit eine Debatte über Sexismus (insbesondere Alltagssexismus) aus.

## Entwicklung der Debatte
Am 24. Januar 2013 veröffentlichte die Illustrierte Stern einen Artikel der Journalistin Laura Himmelreich über den Spitzenkandidaten der FDP für die Bundestagswahl 2013 Rainer Brüderle, den sie darin sexuell übergriffigen Verhaltens ihr gegenüber bezichtigte. Die Ankündigung dieses Artikels am 23. Januar 2013 markierte den Beginn einer Sexismus-Debatte in Deutschland. Vorangegangen war ein Artikel von Annett Meiritz, der im Spiegel erschien und Frauenfeindlichkeit in der Piratenpartei thematisierte.
Nachdem die Twitternutzerin Nicole von Horst eigene Erlebnisse getwittert hatte, etablierte die Feministin Anne Wizorek am 24. Januar 2013 mit anderen jungen Frauen bei Twitter das Hashtag #aufschrei, was eine Lawine aus Tweets über Bemerkungen und Übergriffe auslöste, denen Frauen sich in ihrem alltäglichen Leben ausgesetzt sehen und die sie als sexistisch empfinden. Vom 21. bis 27. Januar 2013 kam das Hashtag auf über 57.000 Twitter-Nachrichten, von denen aber nicht alle das Anliegen der Initiatorin unterstützten. Die Sexismus-Debatte war danach auch Thema in Print-Medien und Fernsehsendungen wie den Talkshows Markus Lanz, Maybrit Illner und Günther Jauch sowie in der internationalen Presse und „schwappte bis in die USA“. So berichtete unter anderem die New York Times in mehreren Artikeln über die Ereignisse und kommentierte sie.
Der Begriff Sexismus wurde in der anschließenden Debatte nicht einheitlich verwendet, sie ist auch zu einer Suche nach verbindlichen Regeln geworden. Die Publizistin Birgit Kelle kritisierte in einer Kolumne sowie einem Buch, beide unter dem Titel „Dann mach doch die Bluse zu“, dass die Bewertung von männlichem Verhalten als heißer Flirt oder als Sexismus auch von persönlichen Befindlichkeiten abhängt und dadurch zur Beliebigkeit verkomme. Hätte nicht Rainer Brüderle, sondern George Clooney dieselben Worte mit Laura Himmelreich gewechselt, hätte das Gespräch vielleicht einen „ganz neuen Dreh“ bekommen. Auch die Thematik „Sexismus unter (bzw. gegenüber) Männern“ spielt in der Diskussion teilweise eine Rolle, zudem werden Machtverhältnisse kritisch diskutiert. Die Journalistin Margarita Tsomou kritisierte in der Zeitschrift analyse & kritik, dass in dem Diskurs die gesellschaftlichen Verhältnisse gegenüber homosexuellen, bisexuellen und transsexuellen Menschen und intersektionale Verstärkungen, etwa bei „nicht-weißen Frauen“, bisher ausgelassen worden seien. Mehrere prominente Beteiligte an der Debatte, wie Anke Domscheit-Berg und Wolfgang Gründinger, forderten zu einer Diskussion über „neue Geschlechterleitbilder“ auf. Ein Jahr später, nach Start der Kampagne, forderte Wizorek in einem Interview ein modernes Männerbild. Im September 2014 arbeitete Anne Wizorek die Aufschrei-Kampagne in einem Buch auf, welches sich als eine Art „Kurzanleitung in Sachen Feminismus für Netzaffine“ darstellt.

## „Tugendfuror“
Anfang März 2013 kommentierte Bundespräsident Joachim Gauck in einem Gespräch mit dem Nachrichtenmagazin Der Spiegel die Affäre mit den Worten: „Wenn so ein Tugendfuror herrscht, bin ich weniger moralisch, als man es von mir als ehemaligem Pfarrer vielleicht erwarten würde.“ Weiter erklärte er, dass es mit Sicherheit in der Frauenfrage noch einiges zu tun gebe. „Aber eine besonders gravierende, flächendeckende Fehlhaltung von Männern gegenüber Frauen kann ich hierzulande nicht erkennen.“ Auf der Plattform alltagssexismus.de wurde daraufhin ein Offener Brief zur Unterzeichnung veröffentlicht, in dem Gauck aufgefordert wurde, die Geschichten, die unter dem Hashtag #aufschrei dort sowie auf Twitter nachzulesen seien, zur Kenntnis zu nehmen. Auch gegen das Wort „Tugendfuror“ verwahrten sich die Unterzeichnerinnen des Aufrufs. Er werde „ähnlich wie ‚Hysterie‘ abwertend verwendet, um die Wut von Frauen lächerlich zu machen und als Überemotionalität zu deklassieren. Damit bedienen Sie jahrhundertealte Stereotype über Frauen – Stereotype, die sexistische Strukturen aufrecht erhalten und Geschlechtergerechtigkeit im Weg stehen“, heißt es in dem Text.
Gaucks Pressesprecherin erklärte, der Bundespräsident beantworte grundsätzlich keine offenen Briefe, werde sich aber während seiner Amtszeit mit Geschlechtergerechtigkeit auseinandersetzen. Später versuchte Gauck, den Konflikt zu entschärfen, und erklärte anlässlich des Weltfrauentages am 8. März, es gebe „noch Benachteiligung, auch Diskriminierung und alltäglichen Sexismus“. Er begrüße es, wenn „Frauen wie Männer gleichermaßen – darüber eine ebenso engagierte wie ernsthafte Debatte führen“.
Eine Bloggerin wünschte Gauck, „mal drei Monate lang als junge Frau nachts durch deutsche Städte laufen zu müssen“ und Christiane Jörges kommentierte in ihrer Kolumne seine Haltung mit der Bemerkung, er sei durch die Rede vom Tugendfuror „kenntlich“ geworden – „als alter Mann und Mann des Alten“.

## Grimme Online Award
Am 21. Juni 2013 wurde #aufschrei mit dem Grimme Online Award in der Kategorie „Spezial“ ausgezeichnet. In der Begründung betonte die Jury, dass zuvor noch keine in einem sozialen Medium angestoßene Diskussion ein derart breites Echo in den traditionellen Medien und in der Politik gefunden habe. Der Hashtag habe die Wichtigkeit der sozialen Medien für die gesellschaftliche Debatte über virulente Themen gezeigt. Gleichzeitig drückte die Jury ihre Hoffnung auf eine neue, „verzahnte On- und Offline-Debattenkultur“ aus. Gewinner seien alle „Hashtag-Nutzer, die die Problematik des existierenden Alltagssexismus konstruktiv diskutiert“ hätten.

## Schweizer Aufschrei
Im Oktober 2016 kam es in der Schweiz zu einer öffentlichen Debatte über Sexismus und sexuelle Gewalt. Unbekannte Initiantinnen fingen die Diskussion unter dem Hashtag #SchweizerAufschrei auf Twitter an. Auslöser war die Interviewaussage der Nationalrätin und ehemaligen Polizistin Andrea Geissbühler (SVP), wonach naive Frauen an einer Vergewaltigung mitschuldig seien. Auf Twitter reagierten Frauen und Männer mit Schilderungen von sexueller Belästigung im Alltag. Innerhalb weniger Tage wurden über 1000 Tweets unter dem Hashtag publiziert. Es äußerten sich auch Politikerinnen, die von Sexismus aus dem Bundeshaus berichteten. Auf einer Webseite versuchen die Initianten zudem, die öffentliche Diskussion anzukurbeln, indem jeder auf eine Art Blog schreiben kann.